# コミュニカティブアプローチ
コミュニカティブアプローチ (Communicative Approach) は言語学習観の一つ。外国語教授法として数えられることもある。教授法としては、コミュニケーション能力の育成を中心とし、情報の格差（インフォメーション・ギャップ）を埋めることがコミュニケーションの本質であると規定する。機械的な練習が中心のオーディオリンガル法への批判から発展した。
また、2000年代に入り「フォーカスオンフォーム」の観点から、このコミュニカティブアプローチに文法指導を取り入れたものが再度注目を浴びている。英語圏では「Communicative language teaching (CLT)」という名称で呼ばれることも多い。

## 主な特徴
- タスクを中心とした活動を行う。
- タスクでは複数の学習者の間に、必ず情報の格差（インフォメーション・ギャップ）がなければならない。
- タスクには必ず選択権があり、学習者の意志が反映されなくてはならない。
- 教師の役割は限定的である。
- 学習者の役割が中心的になる。
- 機械的な練習は重視しないため、正確さよりも滑らかさが重視される。

## 典型的な練習方法

### ペアワーク
クラスを二人組にする。それぞれに内容の違う紙を配る。たとえば間違い探しの絵など。二人組はそれぞれの内容を口頭で相手に説明し、違いを見つける。配る紙が何らかの内容を書き込むような目的の場合は、タスクシートと呼ばれることが多い。なお、ペアワークは二人組で行う練習の形式のことであり、オーディオ・リンガル的に（すなわちコミュニカティブではない練習で）使うこともできる。

### ロールプレイ
ほとんどの場合、ペアワークで行われる。二人はそれぞれ役割の書かれた紙（ロールカード）を配られる。簡単な練習では、店員と客のカードなど。店員側のカードには商品名と値段が書いてあり、客側のカードには買いたい商品名が書いてあるが値段が書かれていない。決められた値段の範囲内で、自由に商品が選べる設定になっている場合が多い。
なお、「シナリオプレイ」を広義の「ロールプレイ」とすることもあるが、シナリオプレイでは基本的に既に完成している脚本を演じるのが中心であるため、あらかじめ学習者の間にインフォメーション・ギャップや選択権はなく、そのためコミュニカティブアプローチには該当しないというのが一般的な認識である。

### ばらばら練習
ばらばら練習はクラスの全員が立ち上がって自由に相手を見つけて、指定された目的を達するために情報をやり取りするタイプの練習である。
練習方法は主に二種類がある。一つは全員から情報の断片を収集してリストを作成するもの。たとえば、コースの最初にアイスブレーキングをかねて、お互いに名前を聞いてまわり、クラスの名簿を作る活動などが有名である。他にも誕生日や出身地、起きた時刻などを聞いてまわる練習もよく行われている。これはクラスの構成員が知り合っていくに連れて、お互いの間にインフォメーション・ギャップが少なくなっていくという問題があるが、簡単なエクセルのテンプレートでインフォメーション・ギャップを大量に含むタスクシートを作るツールなども開発されている。
もう一つは、学習者全員にロールカードを配り、自分と同じカードを持っている学習者を探すタイプの練習。トランプの神経衰弱に似ているので、「にんげん神経衰弱」と呼ばれている。これも、微妙に内容の違うカードを大量に作る必要があるが、エクセルのテンプレートなどで簡単に自動生成することができる。

## 主な批判
コミュニカティブ・アプローチが注目される前に中心的な教授法とされていたオーディオ・リンガル・メソッドの立場からは文法的な正確性にかけるという批判がなされた。
また、コミュニカティブ・アプローチが誕生した時代にはインターネットなどがまだ教育界では使われていなかったため、特に海外では実際に学習言語を使ってその母語話者とコミュニケーションをすることまでは想定されていなかった。これに対して當作靖彦らはソーシャル・ネットワーキング・アプローチとして、授業中に学習言語で母語話者などとつながるところまで指導すべきと主張している。